# Surinam
El Surinam (en neerlandès Suriname), oficialment la República del Surinam (en neerlandès Republiek Suriname), és un estat del nord-est de l'Amèrica del Sud situat entre la Guaiana (a l'oest) i la Guaiana Francesa (a l'est), amb l'oceà Atlàntic al nord i el Brasil al sud. La part sud de la frontera amb la Guaiana Francesa és disputada en tot el riu Marowijne, mentre que la partició que anteriorment era disputada amb la Guaiana va ser arbitrada per la Convenció de les Nacions Unides sobre el Dret del Mar el 20 de setembre del 2007.
És el país més petit de l'Amèrica del Sud pel que fa a l'àrea i a la població.
El Surinam anteriorment es deia Guaiana Neerlandesa

## Etimologia
El nom de Surinam pot derivar d'un poble indígena anomenat Surinen, que habitava la zona en el moment del contacte europeu. El sufix -ame, comú en els rius i topònims de Surinames (vegeu també el riu Coppename), pot provenir d'aima o eima, que significa desembocadura de riu o rierol, en Lokono, una llengua arawak que es parla al país.
Les primeres fonts europees donen variants de "Surinam" com el nom del riu sobre el qual finalment es van fundar colònies. Lawrence Kemys va escriure a la seva Relació del segon viatge a Guaiana sobre el pas d'un riu anomenat Shurinama mentre viatjava per la costa. El 1598, una flota de tres vaixells holandesos que visitaven la Costa Salvatge esmenta el pas del riu Surinamo. El 1617, un notari holandès va escriure el nom del riu en el qual havia existit un lloc comercial holandès tres anys abans com a Surrenant.
Els colons britànics, que el 1630 van fundar la primera colònia europea a Marshall's Creek al llarg del riu Surinam, van escriure el nom com Surinam; aquesta romandria durant molt de temps l'ortografia estàndard en anglès. El navegant holandès David Pietersz. de Vries va escriure que va remuntar el riu Senrame el 1634 fins que hi va trobar la colònia anglesa; la vocal terminal es va mantenir en les futures grafies i pronunciacions holandeses. El riu s'anomenava Soronama en un manuscrit espanyol de 1640 titulat "Descripció general de tots els dominis de la seva majestat a Amèrica". El 1653, les instruccions donades a una flota britànica que navegava per trobar-se amb Lord Willoughby a Barbados, que en aquell moment era la seu del govern colonial anglès a la regió, van tornar a escriure el nom de la colònia Surinam. Una carta reial de 1663 deia que la regió al voltant del riu "s'anomenava Serrinam també Surrinam".
Com a resultat de l'ortografia de Surrinam, fonts britàniques del segle xix van oferir l'etimologia popular Surryham, dient que era el nom que Lord Willoughby va donar al riu Surinam a la dècada de 1660 en honor al duc de Norfolk i comte de Surrey quan una colònia anglesa. es va establir amb una subvenció del rei Carles II. Aquesta etimologia popular es pot trobar repetida en fonts posteriors en llengua anglesa.
Quan el territori va ser ocupat pels holandesos, va passar a formar part d'un grup de colònies conegudes com la Guaiana Neerlandesa. L'ortografia oficial del nom anglès del país es va canviar de "Surinam" a "Surinam" el gener de 1978, però "Surinam" encara es pot trobar en anglès, com l'aerolínia nacional de Surinam Surinam Airways. El nom anglès més antic es reflecteix en la pronunciació anglesa, (anglès). En neerlandès, la llengua oficial de Surinam, la pronunciació és nl, amb l'accent principal a la tercera síl·laba i una vocal terminal schwa.

## Història
La regió està poblada des del 3000 aC. Hi destaca la forta presència de tribus arawak fins que van ser expulsades per altres pobles del Carib.
Els holandesos havien establert moltes colònies a la regió de la Guaiana, però no van controlar l'actual Surinam fins al tractat de Breda, que establí la fi de la Segona Guerra angloholandesa. El país es va nodrir d'esclaus negres i indis fins al 1863 (tot i que la migració laboral va continuar durant dècades).

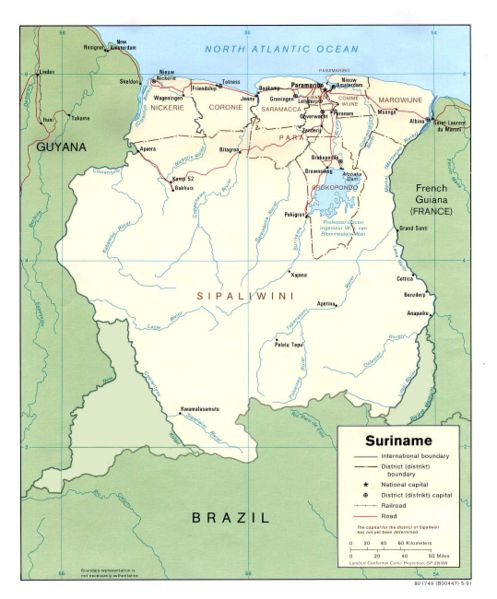
Mapa del Surinam

Després de ser una regió autònoma del Regne dels Països Baixos a partir del 1954, el país va obtenir la independència el 1975. Durant els anys 80, va ser regit per un règim militar dirigit per Dési Bouterse, fins que al 1988 s'hi va establir la democràcia. El 12 de desembre de 2003 el país va subscriure un pacte d'afiliació a la Unió de la Llengua Neerlandesa.
El 2010, Dési Bouterse accedí un altre cop a la presidència mitjançant eleccions.

## Geografia
El punt més alt n'és Julianatop (1.286 metres sobre el nivell del mar). La major part de la població viu al nord del país, en l'àrea costanera que ha estat conreada. El sud consisteix en una selva humida tropical molt poc habitada.
Ja que és proper a la línia de l'equador, el clima és tropical i les temperatures no varien gaire durant l'any. Hi ha dues estacions plujoses, de desembre a primers de febrer i de fi d'abril a mitjan agost. Al nord-est del país hi ha el llac W. J. van Blommesteinmeer, que fou declarat reserva natural.
Com que té frontera amb la Guaiana Francesa, el Surinam limita amb la Unió Europea.

### Districtes
| Surinam es divideix en deu districtes: 1. Brokopondo 2. Commewijne 3. Coronie 4. Marowijne 5. Nickerie 6. Para 7. Paramaribo 8. Saramacca 9. Sipaliwini 10. Wanica |

## Demografia
| 1960    | 1961    | 1962    | 1963    | 1964    | 1965    | 1966    | 1967    | 1968    | 1969    | 1970    | 1971    | 1972    | 1973    | 1974    | 1975    | 1976    | 1977    | 1978    | 1979    | 1980    | 1981    | 1982    | 1983    | 1984    | 1985    | 1986    | 1987    | 1988    | 1989    | 1990    | 1991    | 1992    | 1993    | 1994    | 1995    | 1996    | 1997    | 1998    | 1999    | 2000    | 2001    | 2002    | 2003    | 2004    | 2005    | 2006    | 2007    | 2008    | 2009    | 2010    | 2011    | 2012    | 2013    | 2017    |
| 290.137 | 298.411 | 306.613 | 314.883 | 323.428 | 332.315 | 341.745 | 351.463 | 360.548 | 367.772 | 372.311 | 373.785 | 372.614 | 369.777 | 366.690 | 364.402 | 363.278 | 363.108 | 363.692 | 364.619 | 365.616 | 366.637 | 367.895 | 369.654 | 372.272 | 375.979 | 380.890 | 386.852 | 393.483 | 400.251 | 406.764 | 412.884 | 418.700 | 424.326 | 429.968 | 435.776 | 441.734 | 447.771 | 453.920 | 460.215 | 466.668 | 473.312 | 480.099 | 486.867 | 493.394 | 499.523 | 505.186 | 510.433 | 515.372 | 520.173 | 524.960 | 529.761 | 534.541 | 539.276 | 563.402 |

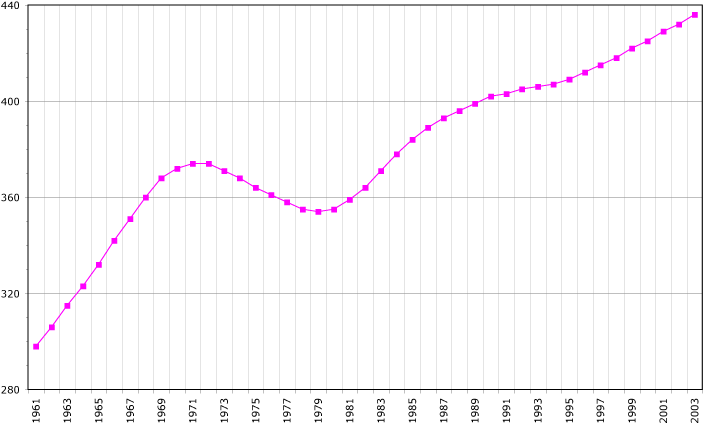
Evolució de la població del Surinam (en milers)

L'any 2022, Surinam tenia una població d'aproximadament 618.040 habitants segons les estimacions de les Nacions Unides. Això es compara amb els 541.638 habitants del cens de 2012. La població surinamesa es caracteritza per alts nivells de diversitat, on cap grup demogràfic en concret constitueix la majoria. Es tracta d'un llegat de segles de domini holandès, que va comportar períodes successius de migració forçada, contractada o voluntària per part de diverses nacionalitats i ètnies d'arreu del món.

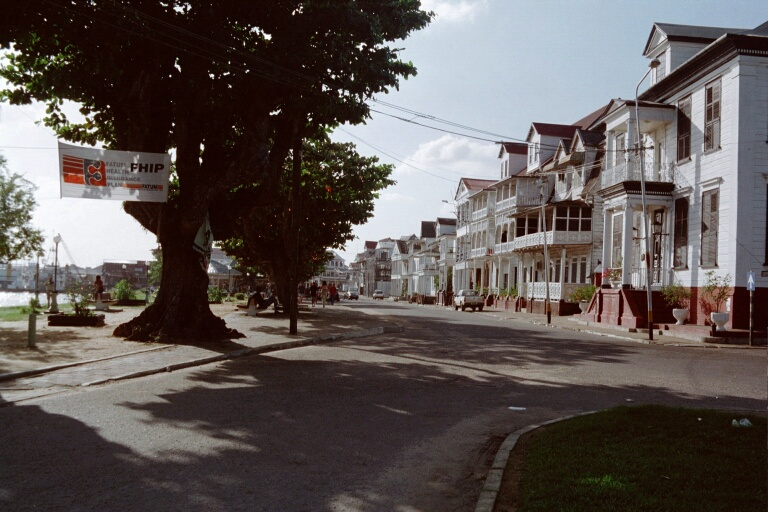
Imatge de Paramaribo, la capital

La gran majoria de la població resideix a Paramaribo i els seus voltants o en la zona costanera. Hi ha una població surinamesa significativa que ha emigrat als Països Baixos.

Grups ètnics de Surinam
Criolls
Hindus
Granats
Javanesos
Indigenes

### Ètnia
El grup ètnic més important són els indis, que formen més d'una quarta part de la població (27,4%). La gran majoria són descendents de treballadors contractats del segle xix de l'Índia, procedents principalment de zones de parla Bhojpuri de l'actual Bihar, Jharkhand i el nord-est d'Uttar Pradesh, Haryana i el sud-est de Tamil Nadu. Si es compta com un grup ètnic, els afrosurinamesos són la comunitat més nombrosa, al voltant del 37,4%; tanmateix, normalment es divideixen en dos grups culturals/ètnics: els criolls i els granats. Els maroons de Surinames, els avantpassats dels quals són majoritàriament esclaus fugitius que van fugir a l'interior, representen el 21,7% de la població. Es divideixen en sis tribus: Ndjukes (Aucans), Saramaka, Paramacans, Kwintis, Aluku (Boni) i Matawai. els criolls surinamesos, gent mixta descendent d'esclaus africans i europeus (la majoria holandesos), formen el 15,7% de la població. Els javanesos representen el 14% de la població, i com els Índies orientals, descendeixen en gran part dels treballadors contractats de l'illa de Java a les antigues Índies Orientals Holandeses (actual Indonèsia). El 13,4% de la població s'identifica com a patrimoni ètnic mixt. Els xinesos, originaris de treballadors contractats del segle xix i algunes migracions recents, representen el 7,3% de la població.
Altres grups són els libanesos, principalment maronites, i els jueus d'origen sefardita i Asquenazi, el centre de població dels quals era Jodensavanne. Diversos pobles indígenes representen el 3,7% de la població, sent els principals grups els Akuriyós, Arauac, Kali'na (caribes), Tiriyós i Wayanes. Viuen principalment als districtes de Paramaribo, Wanica, Para, Marowijne i Sipaliwini. Un nombre reduït però influent d’europeus romanen al país, que comprèn aproximadament l'1% de la població. Descendeixen majoritàriament d'agricultors immigrants holandesos del segle XIX, coneguts com a " Boeroes " (derivat de ’‘boer, la paraula neerlandesa per "agricultor"), i en menor grau d'altres grups europeus, com el portuguès. Molts boeroes van marxar després de la independència el 1975.
Més recentment, Surinam ha vist una nova onada d'immigrants, concretament brasilers i xinesos (molts d'ells treballadors que busquen or). La majoria no tenen personalitat legal.
La gran majoria dels habitants de Surinam (al voltant del 90%) viuen a Paramaribo o a la costa.

## Economia
El Surinam és molt dependent d'altres estats. Els seus principals socis comercials són els Països Baixos, els Estats Units i països del Carib.
L'economia es basa en la producció d'alumini, que representa aproximadament el 15% del PIB i dos terços de les exportacions totals. Els problemes econòmics del país són greus, a causa de la forta dependència del comerç exterior en dos sectors que mantenen des del 2000 bruscs canvis de preus en el mercat internacional: l'alumini i el petroli. Això du a modificacions molt notables del PIB, de la taxa d'atur, del deute extern i d'inflació d'un any a un altre.
Els plans iniciats el 2001 per a reordenar el sistema econòmic, obrir un procés de liberalització i millorar l'estructura productiva han tingut poc d'efecte. Algunes empreses nord-americanes i espanyoles hi realitzen noves prospeccions i explotacions petrolieres que donen ara per ara bons resultats. D'altra banda, el país disposa d'importants reserves mineres d'or i bauxita.
El 2005, el Surinam, al costat d'altres estats de la regió, va subscriure un acord energètic amb Veneçuela denominat Petrocaribe, gràcies al qual les condicions per a adquirir petroli i els seus derivats són més avantatjoses.
El 20 de setembre de 2007, la Cort internacional d'arbitratge va delimitar de manera definitiva la frontera marítima amb la República de Guaiana, i queden pendents les fronteres terrestres que comprenen el territori del Rio Nuevo.

## Cultura
En ser una antiga colònia dels Països Baixos, el Surinam manté lligams forts amb aquest estat.
El neerlandès n'és la llengua oficial, però s'hi parlen diverses menes de crioll amb base d'anglès, així com llengües nadiues i llengües d'immigració com el javanès. Els indis caribs i arauacs nadius parlen les seves llengües, com també els maroons, els aucan i els saramacans. El crioll de més abast és el surinamès dit sranan tongo o taki taki, que té el reconeixement oficial des del 15 de juliol del 1986. A més s'hi empra bastant l'espanyol (algunes sèries nord-americanes de televisió són subtitulades en aquesta llengua abans que en neerlandès) i l'anglès, especialment en botigues i establiments orientats al turisme.
El país és molt conegut per la música kaseko i la seva tradició indocaribenca. El kaseko probablement deriva de l'expressió francesa "casser le corps" ('trencar el cos') que es va usar durant l'esclavitud per a designar un ball molt veloç. El kaseko és una fusió de nombrosos estils populars i folklòrics derivats d'Europa, Àfrica i Amèrica. És rítmicament complex, amb instruments de percussió com el skratji (un tambor molt gran) i altres, així com el saxòfon, la trompeta i de vegades el trombó. Pot cantar-se en solitari o en cor. Les cançons són d'estructura dialogada, tal com altres estils criolls de l'àrea, com el winti i kawina.
El kaseko va evolucionar durant els anys 30 usant grans bandes sobretot de vent que es van anomenar Bigi Pokoe ('música del tambor gran'). El jazz, el calipso i altres ritmes van deixar-hi la seva petja, mentre que la música rock hi va deixar la seva pròpia influència en forma d'instruments elèctrics.

## Esports
L'esportista més destacat de la història del Surinam és el nedador Anthony Nesty, campió olímpic dels 100 metres papallona en els Jocs de Seül 1988 i medalla de bronze d'aquesta mateixa prova a Barcelona 1992. Són les úniques medalles olímpiques guanyades per aquest estat.
Malgrat que el país té una associació nacional de futbol (Surinaamse Voetbal Bond, SVB) creada el 1920, i adherida a la FIFA nou anys més tard, la majoria dels seus jugadors desenvolupen les carreres professionals fora del país. Molts d'aquests jugadors han obtingut èxit principalment als Països Baixos. Alguns com Clarence Seedorf o Edgar Davids, nascuts al Surinam, juguen per a la selecció nacional dels Països Baixos. Frank Rijkaard descendeix d'un ciutadà del Surinam.